# 三ツ山城
三ツ山城（みつやまじょう）は、宮崎県小林市細野にあった日本の城（平山城）。伊東四十八城の一つ。別名を三ノ山城（みのやまじょう、さんのやまじょう）、あるいは吉富城。現在は城山団地。

## 概要
源平合戦（治承・寿永の乱）の頃に比叡山延暦寺の僧・明雲の下向に伴い、宝光院の住職である吉富氏により、宝光院後山に築かれたとされる小林最古の城。小林がまだ「夷守」と呼ばれていた頃の中心となった城である。
北方と西方の辻之堂川が天然の堀をなし、且つその二方向は断崖である。東方には空堀があったという。丘陵地の中央の最も高い場所が本丸跡と思われ、本丸と東丸ならびに南出丸という郭との間にも空堀があった。
北東に2kmほどの場所に小林城があり、そこもかつて三ツ山城と呼ばれていたため混同されがちであるが、全く別の城である。
現在は住宅地であり、小さな児童公園内に指標が一本あるだけであるが、南西の麓にある真宗佛光寺派の専寿寺境内に「景行天皇御腰掛石」が存在し、その案内板に三ツ山城の説明文が併記されている。

## 歴史
日下部氏が真幸院司である間は日下部氏の管理下に置かれたようであるが、北原氏が真幸院司になるとそのまま北原氏の所有となる。当初、北原氏の居城は飯野城であったが、いつ頃からか三ツ山城を居城とするようになった。
永禄元年（1558年）に北原氏13代目・北原兼守が没すると、その後継人事に介入した伊東義祐に領地共々奪われ、義祐の意を汲む北原家庶流の馬関田右衛門佐が城主となった。球磨の相良氏に逃げ込んだ北原兼親のため、いったんは島津貴久により北原氏の手に戻るが、北原家中の内部分裂により再び伊東氏の城となる。その以後の城主は平良兼賢が任命されている。
天正4年（1576年）に高原城、小林城、須木城が島津氏に帰すると、三ツ山城も島津氏の城に帰したとされる。
元和元年（1615年）の一国一城令により廃城。